# Wygodzinskyiana
Wygodzinskyiana é um gênero de mariposa pertencente à família Acrolepiidae.